# Что произошло
«Что произошло» (англ. What Happened) — мемуары Хиллари Клинтон 2017 года о своей номинации от демократической партии и участии в президентских выборах 2016 года. Были изданы 12 сентября 2017 года издательством Simon & Schuster, являются седьмым по счёту литературным произведением политика.

## Содержание
Согласно The New York Times, целью книги было показать личный взгляд Хиллари Клинтон на её участие в президентских выборах в качестве первой женщины-кандидата от крупнейшей партии США. Её третьи мемуары после Живая история (2003 год) и Сложные решения (2014) получили заблаговременную рекламу как «самая личная» книга с новым уровнем откровенности. Работа также должна была содержать несколько идей по самопомощи о преодолении неприятных переживаний. Проигрыш президентских выборов объясняется комбинацией ряда факторов, включая главу ФБР Джеймса Коми, президента РФ Владимира Путина, президента США Барака Обамы, масс-медиа, Берни Сандерса и его сторонников, кандидата в президенты от партии зелёных Джилл Стайн, сексизм, разочарование белого большинства и её собственные ошибки.

## Создание
О существовании новой книги Хиллари Клинтон стало известно в феврале 2017 года, но тогда она позиционировалась как сборник эссе о любимых высказываниях политика с небольшими намёками на прошедшие выборы. Финансовые условия издания книги не раскрывались, но представители отрасли рассчитывали на большой размер авторского гонорара. Условием выхода книги было её написание до конца осени, иначе мемуары «потонули бы в потоке других воспоминаний о выборах». Содержание книги и её тематика были раскрыты в июле 2017 года. После объявления названия книги она стала объектом саркастических мемов в социальной сети Twitter.

## Тур
28 августа 2017 года стало известно, что Хиллари Клинтон с 18 сентября по конец декабря будет участвовать в североамериканском книжном туре. Политик посетит город Вашингтон, штаты Калифорния, Мичиган, Иллинойс, Висконсин, Флорида, Джорджия, Массачусетс, Пенсильвания, Вашингтон, Орегон, а также канадские города Ванкувер, Монреаль и Торонто. В ходе подписания книг в Нью-Йорке политический активист Лаура Лумер задала вопросы о взломанной электронной почте, событиях в Бенгази и других противоречивых эпизодах в карьере политика.

## Реакция
Бумажная версия книги поступила в продажу 12 сентября 2017 года, и сразу заняла вершину списков бестселлеров Barnes & Noble и Amazon. Произведение вызвало полярные отзывы СМИ.